# Malattia di Milroy
La malattia di Milroy è una malattia familiare caratterizzata da linfedema, che si presenta più frequentemente nelle gambe, causato da anomalie congenite del sistema linfatico. L'interruzione del normale drenaggio della linfa porta ad un accumulo di liquidi e all'ipertrofia dei tessuti molli. È nota anche come sindrome di Nonne-Milroy-Meige e linfedema ereditario.
Il nome le fu dato da Sir William Osler in onore di William Milroy, un medico statunitense che ne descrisse un caso nel 1892, anche se la prima descrizione si ebbe nel 1863 da parte di Rudolf Virchow.

## Genetica
L'incidenza della malattia è maggiore nelle donne e si associa alla presenza di mutazione sul gene FLT4. Questo gene FLT4 codifica per il fattore di crescita dell'endotelio vascolare recettore 3 (VEGFR-3), che è stato implicato nello sviluppo del sistema linfatico. Questo gene è localizzato sul braccio lungo (q) del cromosoma 5 (5q35.3). Si ritiene che il difetto associato al mutato VEGFR-3 alteri la microarchitettura e la funzione dei piccoli vasi linfatici causando un insufficiente riassorbimento di fluido linfatico, accumulo di linfa nello spazio interstiziale e, di conseguenza, edema. Molti individui con malattia di Milroy non presentano la mutazione del gene FLT4. In questi individui, la causa del disordine è sconosciuta. La malattia è una condizione autosomica dominante; in molti casi una persona affetta dalla malattia eredita la mutazione da un parente che è a sua volta affetto (familiarità). Un numero minore di casi può invece derivare da una nuova mutazione sul gene FLT4.

## Epidemiologia
La malattia colpisce in prevalenza il sesso femminile ed è una condizione molto rara. Ad oggi sono riportati in letteratura medica solo poche centinaia di casi. Alcuni studiosi ritengono che la prevalenza prima dei 20 anni sia di circa 1/10 000

## Sintomatologia
La malattia in genere si presenta ad uno o entrambi gli arti inferiori (80% dei casi), che appaiono marcatamente linfedematosi; meno frequentemente è coinvolto un arto superiore, il viso o i genitali esterni (di solito presenza di idrocele). L'esordio è tipicamente distale e interessa le dita dei piedi. In questi pazienti risulta particolarmente difficile, a causa dell'edema, l'afferrare una plica cutanea sulla parte dorsale del secondo dito dei piedi: questo segno è detto "segno di Stemmer" ed è fortemente indicativo di evocativo di malattia di Milroy. 
Distinguiamo due distinte modalità di esordio: malattia a esordio precoce (prima dei 35 anni, 65-80% dei casi) e malattia a esordio tardivo (dopo i 35 anni, 10% dei casi).In alcuni pazienti si può registrare la papillomatosi (10% circa) e anomalie uretrali (nei maschi - 4% circa).

## Complicanze
La cellulite è una complicanza relativamente frequente (si verifica in circa il 20% dei soggetti affetti): l'infezione sembra essere più probabile nei maschi rispetto alle femmine e contribuisce al danneggiamento dei vasi linfatici, comportando pertanto un aumentato grado di edema tissutale. Molto raramente il disturbo è complicato da una trasformazione in una malattia maligna, il linfangiosarcoma.

## Diagnosi
La diagnosi è inizialmente clinica e può essere approfondita con l'esecuzione di studi di imaging, in particolare con l'espletamento di una TAC o di una RMN degli arti inferiori. Per il controllo dei linfonodi e del drenaggio linfatico è indicata l'esecuzione di una linfangiografia (esecuzione di raggi x dopo iniezione di mezzo di contrasto nei vasi linfatici) o di una scintigrafia linfatica. Attualmente si tende a preferire la linfoscintigrafia alla linfangiografia, in quanto considerata una tecnica meno problematica. 
La conferma è resa possibile tramite test genetici molecolari. Ad oggi è il solo gene conosciuto associato alla malattia di Milroy.

## Trattamento
Il trattamento del linfedema è complesso ed è bene sia guidato da uno specialista che possa coordinare gli interventi inerenti alla gestione dell'edema (ad esempio calze elastiche, massaggi favorenti il drenaggio).
La cellulite è una complicanza relativamente frequente e richiede di essere trattata innanzitutto con la prevenzione di possibili infezioni del piede, particolarmente del piede d'atleta. Una volta verificatasi l'infezione, questa deve essere prontamente aggredita con adeguata antibioticoterapia, inizialmente empirica, quindi eventualmente mirata sulla base dell'antibiogramma. In caso di cellulite ricorrente è opportuna una profilassi con penicillina V.